# یوام‌دی
یوام‌دی (Universal Media Disc) نوعی لوح نوری متوقف شده جهت انتقال اطلاعات می‌باشد؛ که در کنسول پلی‌استیشن همراه (پی‌اس‌پی) و پلتفرم‌های چندرسانه‌ای توسط شرکت سونی به کار برده می‌شد. دیسک‌های یوام‌دی در حالت دو لایه قابلیت نگهداری ۱٫۸ گیگابایت اطلاعات را دارند. یوام‌دی، اولین وسیلهٔ نوری برای انتقال بازی‌های کنسول‌های دستی است.

## منطقه بندی
کدگذاری منطقه‌ای دی‌وی‌دی در اکثر دیسک‌های یوام‌دی نیز به‌کار برده شده است که عبارتند از:
- منطقه۰: جهانی
- منطقه۱: آمریکا٫ کانادا٫آمریکای لاتین
- منطقه۲: اتحادیه اروپا٫ ژاپن٫ خاورمیانه، مصر٫ گرینلند٫
- منطقه۳: تایوان٫ کره جنوبی٫ فلیپین٫اندونزی٫ هنگ کنگ
- منطقه۴: استرالیا٫ زلاندنو٫ جزایر اقیانوس آرام٫برزیل
- منطقه۵: روسیه٫ شرق اروپا٫پاکستان٫هند٫آفریقا٫ کره شمالی٫ مغولستان
- منطقه۶: چین

## کاربرد

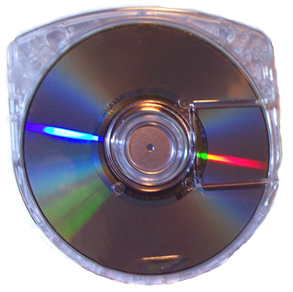

کاربرد اصلی یوام‌دی نگهداری بازی‌های کنسول بازی دستی پلی‌استیشن همراه، و در درجه دوم نگهداری فیلم‌های سینمائی و برنامه‌های تلویزیونی می‌بود.
همچنین شبکه تلویزیونی بی‌بی‌سی تعدادی از برنامه‌های معروف خود را بر روی یوام‌دی انتشار داد.
در ژاپن نیز تعدادی فیلم بزرگسالان بر روی یوام‌دی عرضه شد که سونی نسبت به این کار واکنش نشان داد.

## بازی‌ها و فیلم‌های موجود بر روی یوام‌دی
فهرست بازی‌ها و فیلم‌های موجود بر روی یو ام دی در ویکی‌پدیای انگلیسی